# Łobżenica (gmina)
Łobżenica est une gmina mixte du powiat de Piła, Grande-Pologne, dans le centre-ouest de la Pologne. Son siège est la ville de Łobżenica.
La gmina couvre une superficie de 190,68 km2 pour une population de 9 853 habitants.

## Géographie

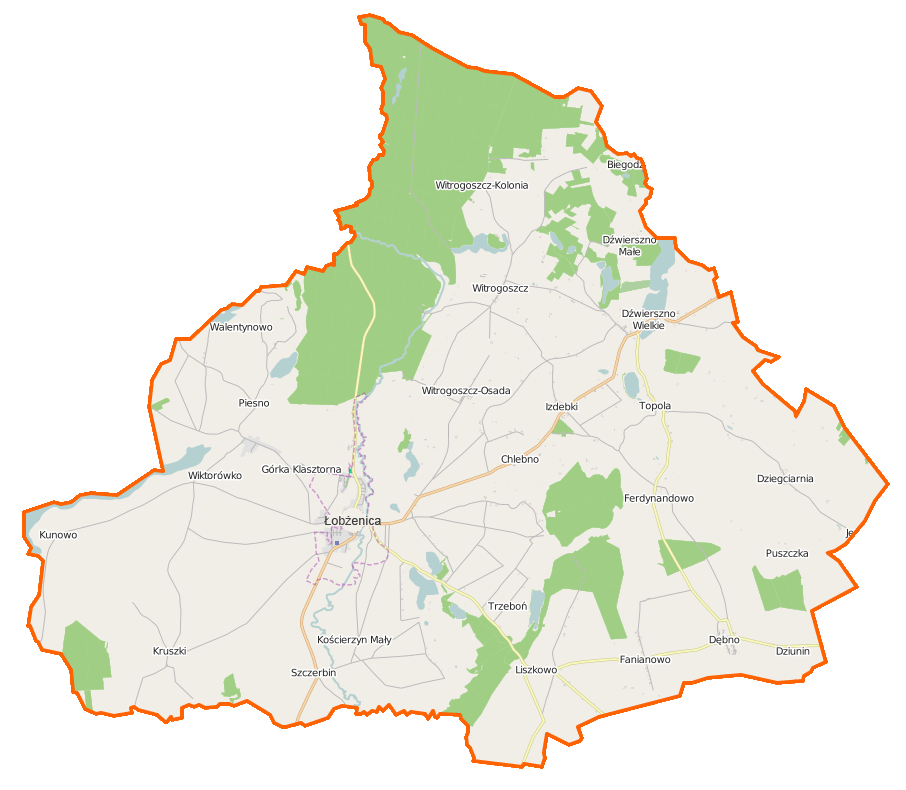
Plan de la gmina.

Outre la ville de Łobżenica, la gmina inclut les villages suivants.
- Chlebno
- Dębno
- Dziegciarnia
- Dźwierszno Małe
- Dźwierszno Wielkie
- Fanianowo
- Ferdynandowo
- Izdebki
- Kościerzyn Mały
- Kruszki
- Kunowo
- Liszkowo
- Luchowo
- Piesno
- Rataje
- Szczerbin
- Topola
- Trzeboń
- Walentynowo
- Wiktorówko
- Witrogoszcz
- Witrogoszcz-Kolonia

### Gminy voisines
La gmina de Łobżenica est bordée des gminy de :
- Mrocza ;
- Sadki ;
- Więcbork ;
- Wyrzysk ;
- Wysoka ;
- Złotów.

## Structure du terrain
D'après les données de 2002, la superficie de la commune de Łobżenica est de 190,68 km2, répartis comme tel :
- terres agricoles : 70 % ;
- forêts : 19 %.

La commune représente 15,05 % de la superficie du powiat.

## Démographie
Données du 30 juin 2004 :
| description        | Total  | Total | Femmes | Femmes | Hommes | Hommes |
| ------------------ | ------ | ----- | ------ | ------ | ------ | ------ |
| Unité              | Nombre | %     | Nombre | %      | Nombre | %      |
| population         | 9 927  | 100   | 4 855  | 48,9   | 5 072  | 51,1   |
| Densité (hab./km²) | 52,1   | 52,1  | 25,5   | 25,5   | 26,6   | 26,6   |